# Ypatingasis būrys
Vokiečių Saugumo policijos ir SD ypatingasis būrys (pol. „oddział specjalny SD i policji bezpieczeństwa”), formalnie Sonderkommando der Sipo und SD, potocznie strzelcy ponarscy lub szaulisi – litewska kolaboracyjna formacja policyjna, podporządkowana niemieckim SD i policji bezpieczeństwa, istniejąca w latach 1941–1944. Stanowiła wyspecjalizowane komando egzekucyjne, które pod nadzorem Niemców dokonywało masowych mordów w Ponarach oraz w innych miejscach kaźni na okupowanej Wileńszczyźnie.

## Utworzenie oddziału
22 czerwca 1941 roku nazistowskie Niemcy dokonały inwazji na Związek Radziecki. Wilno, które od 1940 roku pozostawało pod sowiecką okupacją, zostało zajęte przez Wehrmacht już w trzecim dniu wojny. Niemieckie wojska zostały z entuzjazmem powitane przez Litwinów, którzy liczyli na odbudowę litewskiej państwowości w oparciu o III Rzeszę. Szybko stało się jednak jasne, iż Niemcy prezentują jednoznacznie negatywne stanowisko wobec litewskich postulatów niepodległościowych. Nowi okupanci okazali się natomiast skłonni powierzać Litwinom niższe stanowiska w lokalnej administracji. Przystąpili także do formowania kolaboracyjnych litewskich jednostek policyjnych.
Jedną z takich formacji był „oddział specjalny” (lit. Ypatingasis būrys), który utworzono w Wilnie w lipcu 1941 roku. Rekrutację w jego szeregi przeprowadzono na przełomie czerwca i lipca; zgłosiło się wtedy 50 ochotników. Oddział specjalny pozostawał ściśle podporządkowany placówce SD i policji bezpieczeństwa w Wilnie.
Oddział formalnie nosił niemiecką nazwę Sonderkommando der Sipo und SD. Ze względu na fakt, że wielu funkcjonariuszy należało przed wojną do paramilitarnej organizacji Lietuvos Šaulių Sąjunga (pol. „Związek Strzelców Litewskich”), polska ludność określała członków Ypatingasis būrys mianem „szaulisów”. Ze względu na rolę, którą odgrywali podczas masowych mordów w podwileńskich Ponarach, przylgnęła do nich również nazwa „strzelców ponarskich”.

## Skład osobowy i warunki służby

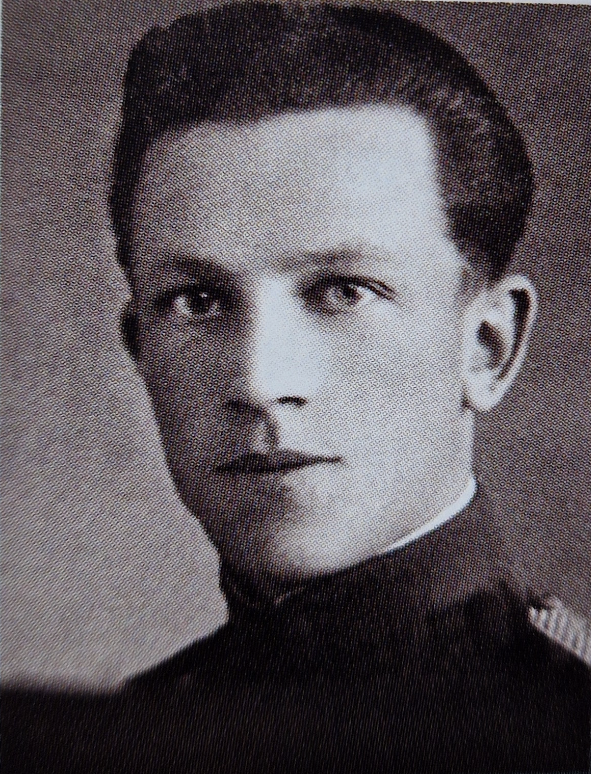
Juozas Šidlauskas, 1929

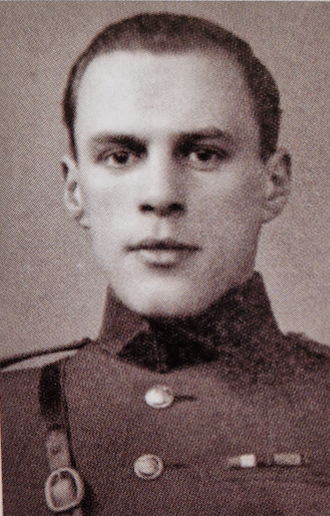
Balys Norvaiša, 1931

W skład Ypatingasis būrys wchodziło:
- 4–5 funkcjonariuszy niemieckich służb bezpieczeństwa
- kilku agentów
- skoszarowane komando policyjne

Oddział nie miał stałej liczebności. W 1941 roku w jego szeregach służyło około 100 policjantów. Ich liczba wkrótce zaczęła się zmniejszać na skutek dezercji i przeniesień do innych oddziałów, by w lipcu 1942 roku spaść do zaledwie 43 policjantów. W kolejnych latach liczebność oddziału oscylowała wokół 30–40 funkcjonariuszy.
Oddziałem dowodził funkcjonariusz niemieckich służb bezpieczeństwa. Pierwszym dowódcą był SS-Hauptscharführer Martin Weiss. W 1943 roku zastąpił go funkcjonariusz o nazwisku Fiedler. Najwyższymi rangą litewskimi oficerami Sonderkommando byli natomiast: Juozas Šidlauskas (od 23 lipca do listopada 1941), por. Balys Norvaiša (do końca 1943), sierż. Jonas Tumas.
Większość funkcjonariuszy była narodowości litewskiej. W Ypatingasis būrys służyło m. in. wielu uczniów Pierwszej Szkoły Zawodowej w Wilnie; niektórzy z nich w chwili werbunku mieli zaledwie 16 lat. Wśród funkcjonariuszy znajdowała się także pewna liczba Polaków i Rosjan. Znane są nazwiska trzech policjantów polskiego pochodzenia: Józef Miakisz (Juozas Makišius), Władysław Butkun (Vladas Butkunas), Jan Borkowski (Jonas Barkauskas).
Początkowo oddział kwaterował przy ul. św. Marii Magdaleny w Wilnie, później przeniesiono go na ul. Wileńską 12. Od 1943 roku jego siedziba znajdowała się w gmachu przedwojennego sądu przy ul. Mickiewicza 36 (ob. Prospekt Giedymina), w którym w latach niemieckiej okupacji mieściła się także siedziba wileńskiego Gestapo.
Początkowo członkowie Ypatingasis būrys nosili mundury przedwojennej armii litewskiej. W 1942 roku wprowadzono jednolite umundurowanie: zielone mundury – z literami SD naszytymi na rękawach i naramiennikami obszytymi jasnozielonymi paskami, rude koszule, okrągłe czapki z trupią czaszką.
Członkowie oddziału otrzymywali miesięczne wynagrodzenie w wysokości 37–100 reichsmarek, które z czasem podniesiono do 200–250 reichsmarek. Otrzymywali także dodatki w postaci alkoholu, papierosów i kuponów żywnościowych.

## Zbrodnie

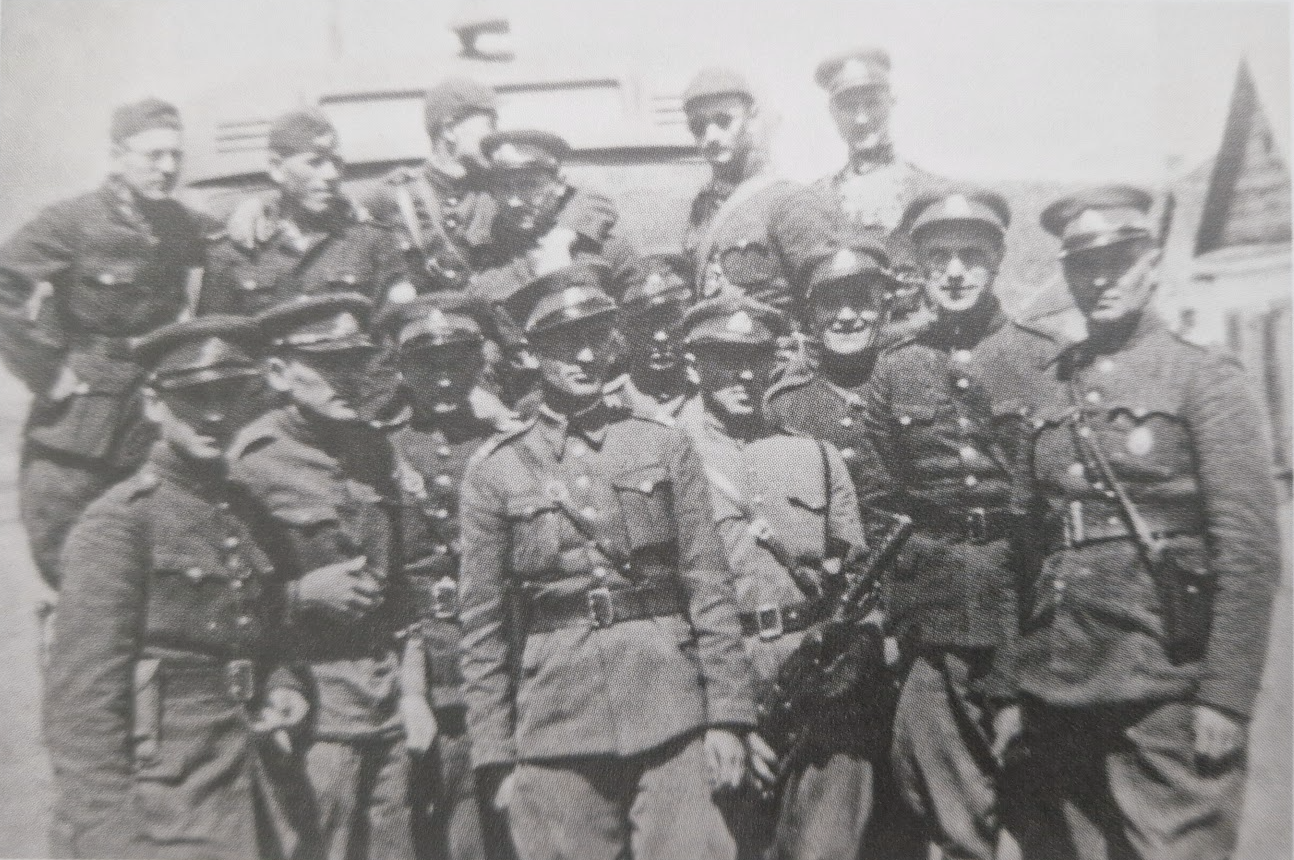
Grupa członków Ypatingasis būrys. Pierwszy rząd (od lewej): Petras Černiauskas, Justas Martišius, Vaclovas Laniauskas, Viktoras Galvanauskas, Vladas Lenkauskas, A. Januškevičius, Vladas Slušnys, Jonas Jakštas, Dionizas Golcas. Drugi rząd (od lewej): dwóch Niemców, Romualdas Urbonas, Juozas Vėlyvis, Vladas Korsakas, Stasys Grikštas.

Początkowo zakładano, że zadaniem Ypatingasis būrys będzie pilnowanie porządku na ulicach Wilna i strzeżenie zakładów przemysłowych. Oddział szybko stał się jednak wyspecjalizowanym komandem śmierci, które dokonywało masowych rozstrzeliwań Żydów, a obok nich także Polaków, sowieckich jeńców wojennych i działaczy komunistycznych.
Począwszy od 23 lipca 1941 roku członkowie Ypatingasis būrys byli niemal wyłącznymi wykonawcami egzekucji, które przeprowadzano w podwileńskich Ponarach. W latach 1941–1944 na terenie znajdujących się tam niedokończonych magazynów paliwa lotniczego zamordowano około 80 tys. osób, w tym 72 tys. Żydów i około 1,5–2 tys. Polaków. Relacje świadków zbrodni ponarskiej wskazują, że policjantów z oddziału specjalnego charakteryzowało skrajne okrucieństwo i demoralizacja. Zdarzało się, że dla zaoszczędzenia amunicji wrzucali małe dzieci żywcem do grobu lub roztrzaskiwali im czaszki kolbami karabinowymi. Grabili pozostałe po ofiarach buty, ubrania i przedmioty codziennego użytku, po czym zazwyczaj je sprzedawali, niekiedy w zamian za alkohol. Po służbie rozchodzili się po okolicy, agresywnie traktując napotkanych mieszkańców Ponar. Zdarzało się nawet, że „dla rozrywki” strzelali do wracających z Wilna ludzi.
W 1941 roku Ypatingasis būrys przeprowadzało masowe egzekucje Żydów także w innych miejscowościach Wileńszczyzny. Z kolei w maju 1942 roku członkowie oddziału specjalnego wspólnie z funkcjonariuszami niemieckiej policji porządkowej oraz litewskiej policji pomocniczej masowo rozstrzeliwali polskich zakładników ze Święcian i okolicznych miejscowości.
| Miejsce        | Data                  | Liczba ofiar       |
| -------------- | --------------------- | ------------------ |
| Ponary         | 1941–1944             | 80 tys.            |
| Niemenczyn     | 20 września 1941      | 403                |
| Nowa Wilejka   | 22 września 1941      | 1159               |
| Orany          | 24 września 1941      | 1767               |
| Jaszuny        | 25 września 1941      | 575                |
| Ejszyszki      | 27 września 1941      | 3446               |
| Troki          | 30 września 1941      | 1446               |
| Siemieliszki   | 3 października 1941   | 962                |
| Nowe Święciany | 7–8 października 1941 | 3726               |
| Święciany      | 19–20 maja 1942       | 450                |
| Ogółem:        | Ogółem:               | około 94 tys. osób |

W ramach oddziału specjalnego nie funkcjonował wyspecjalizowany pluton egzekucyjny. Wszyscy funkcjonariusze rotacyjnie uczestniczyli w rozstrzeliwaniu skazańców. Jako najczęstszych wykonawców egzekucji w Ponarach świadkowie wskazywali: Jonasa Dolgovasa („krwawy Jonas”), Dionizasa Golčasa, Hubertasa Dienisisa, Adomasa Kuršisa, Justasa Martišiusa i Stasysa Razutisa. W większych egzekucjach każdorazowo uczestniczyli niemieccy dowódcy oddziału specjalnego: Weiss i Fiedler. Zdarzało się, że osobiście kierowali plutonem egzekucyjnym i własnoręcznie dobijali rannych.

## Ostatni okres wojny
W sierpniu 1943 roku Ypatingasis būrys formalnie włączono w skład Legionu Łotewskiego SS, jako oddział 11. batalionu. W praktyce oddział specjalny pozostawał nadal podporządkowany wileńskiej placówce SD i policji bezpieczeństwa.
W lipcu 1944 roku, gdy Wilno ponownie zostało zajęte przez Armię Czerwoną, część policjantów zdezerterowała, a pozostali udali się do Kowna jako eskorta kolumny więźniów, których ewakuowano z więzienia w wileńskim klasztorze ss. Wizytek. Oddział zatrzymał się w Forcie IX Twierdzy Kowno, gdzie jego członkowie zamordowali około 100 więźniów. Następnie przeniesiono go w okolice Tylży, a stamtąd do obozu koncentracyjnego Stutthof. W połowie sierpnia 1944 roku litewscy policjanci wywieźli blisko 1500 żydowskich więźniarek Stutthofu do podobozu w Lubiczu pod Toruniem.
Po rozpoczęciu sowieckiej ofensywy w styczniu 1945 roku część oddziału ewakuowała się do Niemiec, a reszta uległa rozproszeniu.

## Powojenne procesy członków oddziału
Martin Weiss, niemiecki dowódca Ypatingasis būrys, został po wojnie zatrzymany w Niemczech Zachodnich. Jego proces rozpoczął się 25 stycznia 1950 roku przed sądem krajowym w Würzburgu. Weiss został uznany winnym zamordowania siedmiu osób i pomocnictwa przy zabiciu 30 tys. osób w Ponarach. Wyrokiem z 3 lutego 1950 roku skazano go na karę dożywotniego pozbawienia wolności. W 1977 roku został w drodze łaski zwolniony z więzienia.

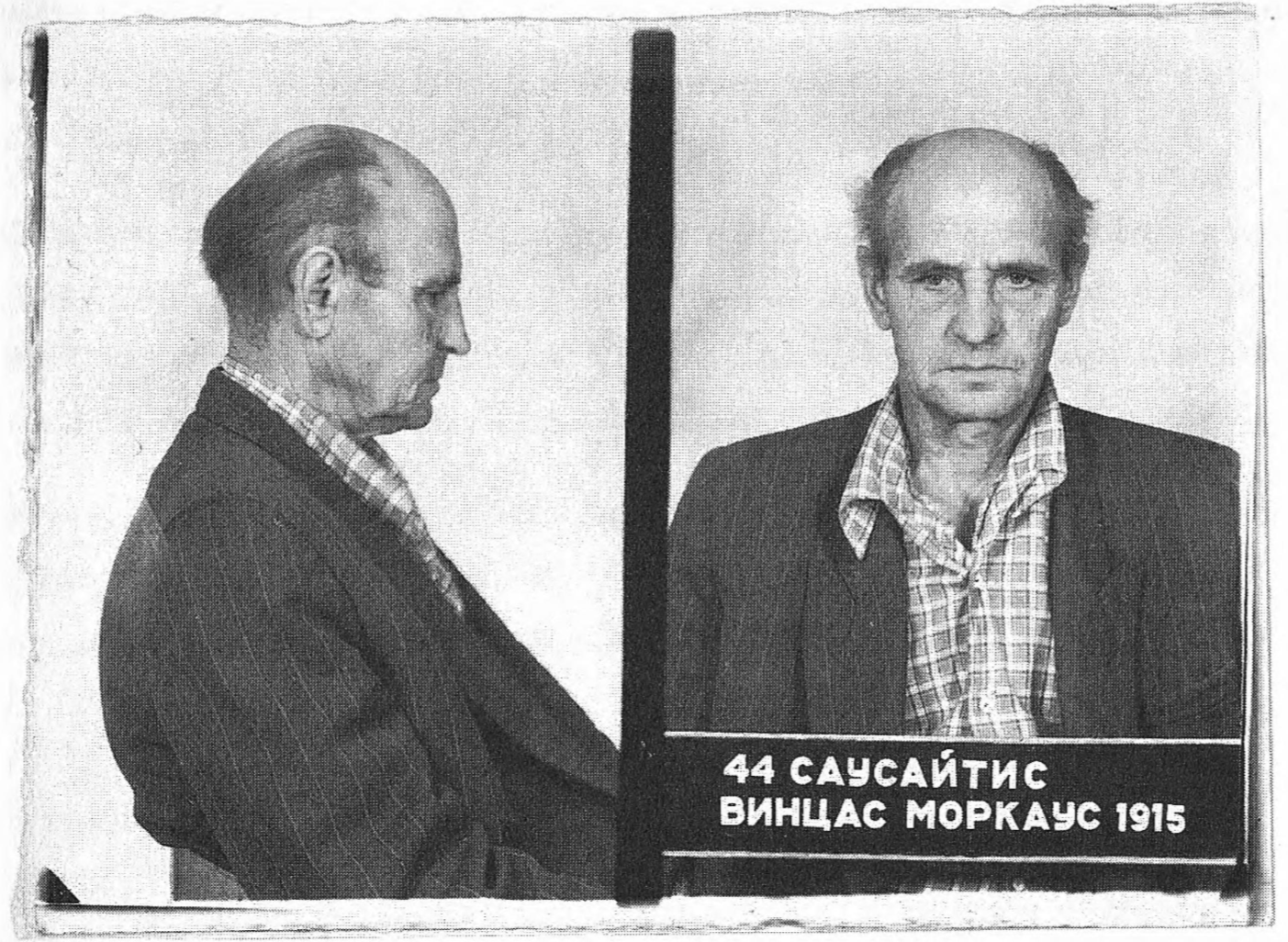
Vincas Sausaitis po aresztowaniu w roku 1977

22 członków Ypatingasis būrys zostało skazanych przez trybunały sowieckie. Pierwszy z nich, Bronislavas Želvis, został osądzony we wrześniu 1944 roku. Ostatni, Vincas Sausaitis, w lutym 1978 roku. Trzynastu policjantów skazano na karę śmierci, pozostali usłyszeli wyroki od 10 do 25 lat obozu pracy. Jednym ze skazanych był ostatni litewski dowódca oddziału, Jonas Tumas, któremu w 1950 roku wymierzono karę 25 lat obozu pracy. W kilku wypadkach członkowie oddziału zostali osądzeni dwukrotnie; najpierw ukarano ich za pomocnictwo w zbrodni, a później wymierzono znacznie surowsze wyroki, gdy wyszło na jaw, że osobiście dokonywali mordów.
Niektórzy z członków Ypatingasis būrys, m. in. Vladas Korsakas, zostali po 1990 roku uznani za ofiary sowieckich represji politycznych i zrehabilitowani przez prokuratora generalnego niepodległej Litwy. Otrzymali także finansowe rekompensaty.
Procesy członków Ypatingasis būrys odbyły się także w Polskiej Rzeczypospolitej Ludowej. 30 listopada 1973 roku sąd wojewódzki w Warszawie skazał na karę śmierci Józefa Miakisza (Juozasa Makišiusa), Władysława Butkuna (Vladasa Butkunasa) i Jana Borkowskiego (Jonasa Barkauskasa). W drodze łaski Rada Państwa zmniejszyła później te wyroki do 25 lat pozbawienia wolności. Z kolei w czerwcu 1977 roku sąd okręgowy w Olsztynie skazał na karę 25 lat więzienia Wiktora Gliwińskiego (Viktorasa Galvanauskasa), któremu udowodniono udział w masowych egzekucjach w Ponarach. Sąd Najwyższy podwyższył wyrok na karę śmierci, lecz Rada Państwa skorzystała z prawa łaski, zamieniając go na 25 lat pozbawienia wolności.
Prawdopodobnie niektórzy członkowie Ypatingasis būrys uniknęli kary, gdyż po wojnie zgodzili się podjąć współpracę agenturalną z sowieckimi organami bezpieczeństwa. Pewna liczba sprawców zdołała także uciec na Zachód. Niewyjaśnione pozostają losy jednego z litewskich dowódców oddziału, Balysa Norvaišy. Jego rodzina twierdziła, że pod koniec wojny zginął w alianckim nalocie lotniczym, jednakże jest możliwe, że po 1945 roku wyemigrował do USA.